# 馬自達AZ-Offroad

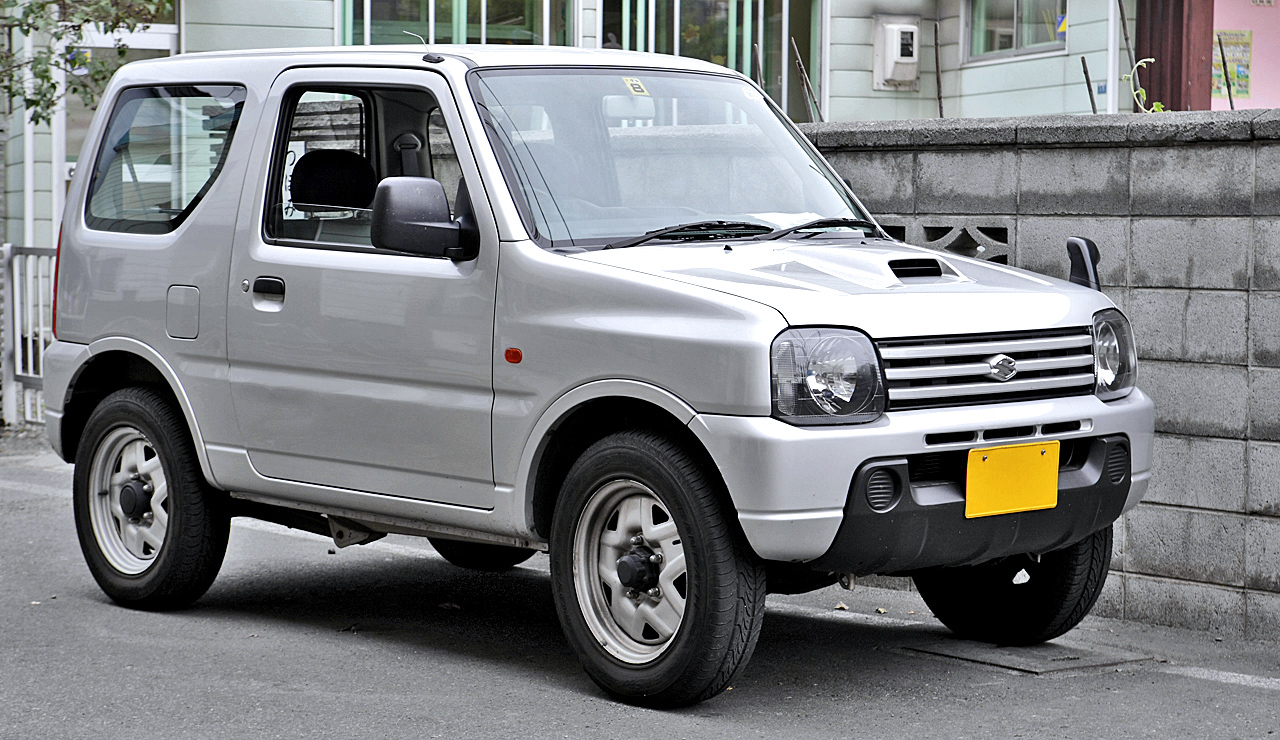
兄弟車鈴木Jimny

馬自達AZ-Offroad（（日語）マツダ・AZ-オフロード）是1998年至2014年間由日本馬自達汽車公司委託鈴木汽車貼牌生產、貼上馬自達廠徽銘牌的輕型運動型多用途車，這款車實際上以第三代鈴木Jimny為基礎而開發，僅在日本本土市場銷售。
關於車名中的「AZ」，來自於1990年代馬自達的副品牌「Autozam」的縮寫，「offroad」則表示其越野特性。

## 歷史

### 第一代（JM23W型 1998年-2014年）
長年以來馬自達和鈴木汽車之間存在著輕型車OEM代工的協議，這款車是在1998年10月開始以鈴木Jimny為藍本而開發的。基本上不管內裝或外觀，兩者都共通近似，只差在廠徽不同而已。另外，受到Jimny外型設計的限制，並沒有使用馬自達車系特徵的五角盾形進氣壩。
1999年 - 10月15日進行小改款，SRS雙前座安全氣囊、ABS防鎖死煞車系统、雙前座安全帶預緊裝置（pretensioner）等都列為標準配備。
2002年 - 1月25日調校並提升引擎的性能。
2004年 - 10月25日進行小改款。外觀方面，變更車頭進氣壩與鋁合金輪圈的樣式。內裝方面，變更儀表板形式、座椅材質與設計等。另外追加CD音響、LED自發光儀表板、還有2WD/4WD切換開關等配備。
2005年 - 11月小改款，將原先五格直列式進氣柵改成黑色蜂巢式，中間加上一條鍍鉻橫條。
2008年 - 5月追加二種新車色塗裝。
2014年 - 3月停產。

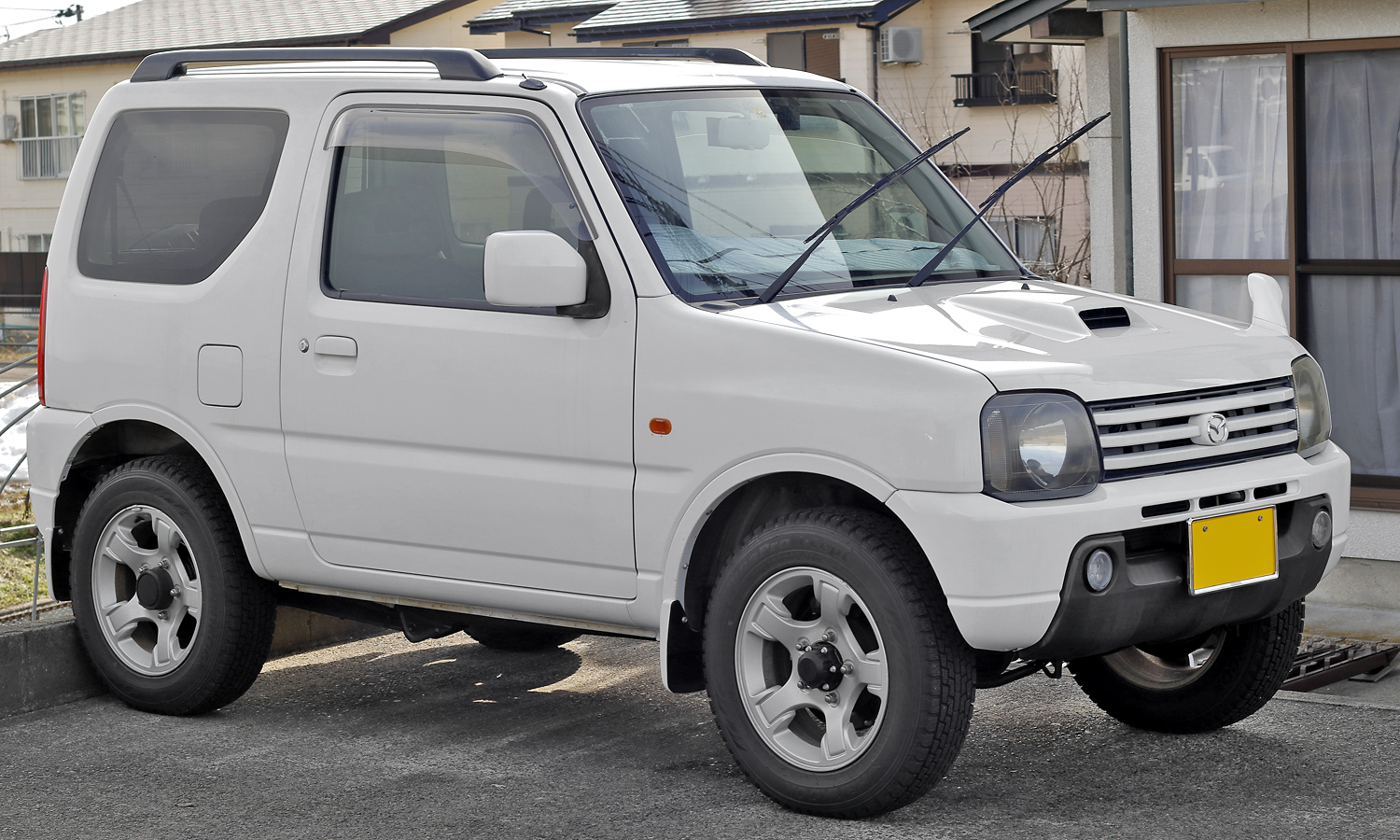
中期型車頭
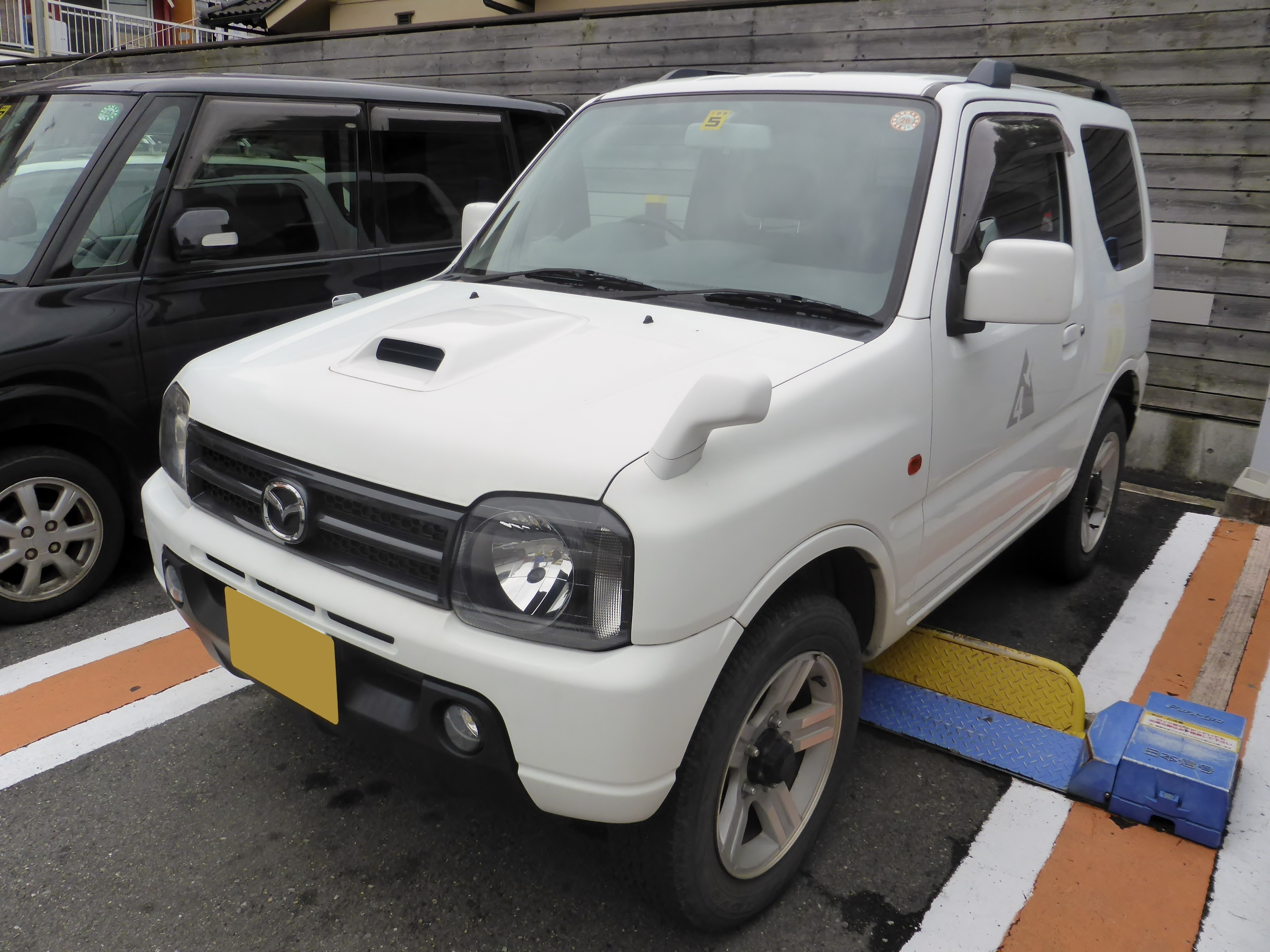
後期型車頭
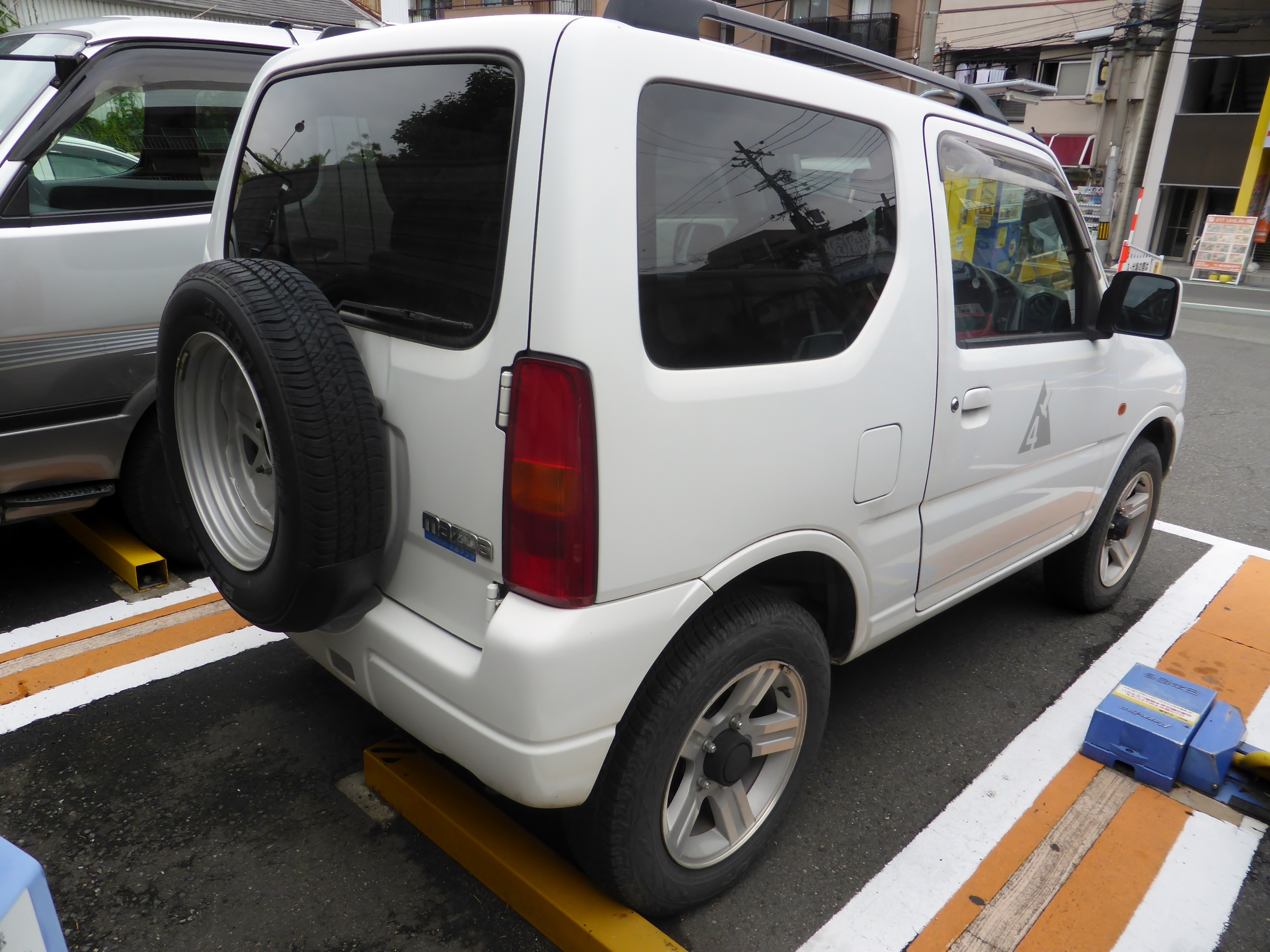
後期型車尾